# كو إس. داونينج
كو إس. داونينج (بالإنجليزية: Coe S. Downing)‏ هو محامي وقاضي وسياسي أمريكي، ولد في 7 أبريل 1791، وتوفي في 12 سبتمبر 1847. حزبياً، نشط في الحزب الديمقراطي. وقد انتخب عضو جمعية ولاية نيويورك وانتخب عضو مجلس ولاية نيويورك.